# Liste der Biografien/Schoa
Liste der Biografien |
Portal Biografien |
Personensuche
# |
A |
B |
C |
D |
E |
F |
G |
H |
I |
J |
K |
L |
M |
N |
O |
P |
Q |
R |
S |
T |
U |
V |
W |
X |
Y |
Z |
?
 
Sa |
Sb |
Sc |
Sd |
Se |
Sf |
Sg |
Sh |
Si |
Sj |
Sk |
Sl |
Sm |
Sn |
So |
Sp |
Sq |
Sr |
Ss |
St |
Su |
Sv |
Sw |
Sy |
Sz
 
Sca–Sce |
Sch |
Sci–Scz
 
Scha |
Schc |
Schd |
Sche |
Schg |
Schi |
Schj |
Schk |
Schl |
Schm |
Schn |
Scho |
Schp |
Schr |
Schs |
Scht |
Schu |
Schv |
Schw |
Schy
 
Schoa |
Schob |
Schoc |
Schod |
Schoe |
Schof |
Schog |
Schoh |
Schoi |
Schok |
Schol |
Schom |
Schon |
Schoo |
Schop |
Schor |
Schos |
Schot |
Schou |
Schov |
Schow |
Schoy
Die Liste der Biografien führt alle Personen auf, die in der deutschsprachigen Wikipedia einen Artikel haben. Dieses ist eine Teilliste mit einem Eintrag einer Person, deren Namen mit den Buchstaben „Schoa“ beginnt.

## Schoa

### Schoar
- Schoar, Antoinette, deutsch-US-amerikanische Wirtschaftswissenschaftlerin